# Eldställning
Eldställning är en militär term för den plats där en soldat eller vapensystem, med mer eller mindre stridsutrusning, positionerar sig vid för att kunna avge eld mot fienden eller fientliga mål och samtidigt åtnjuta antingen skydd eller skyl.
Flera eldställningar benämns stridsställning.